# کفش ایمنی

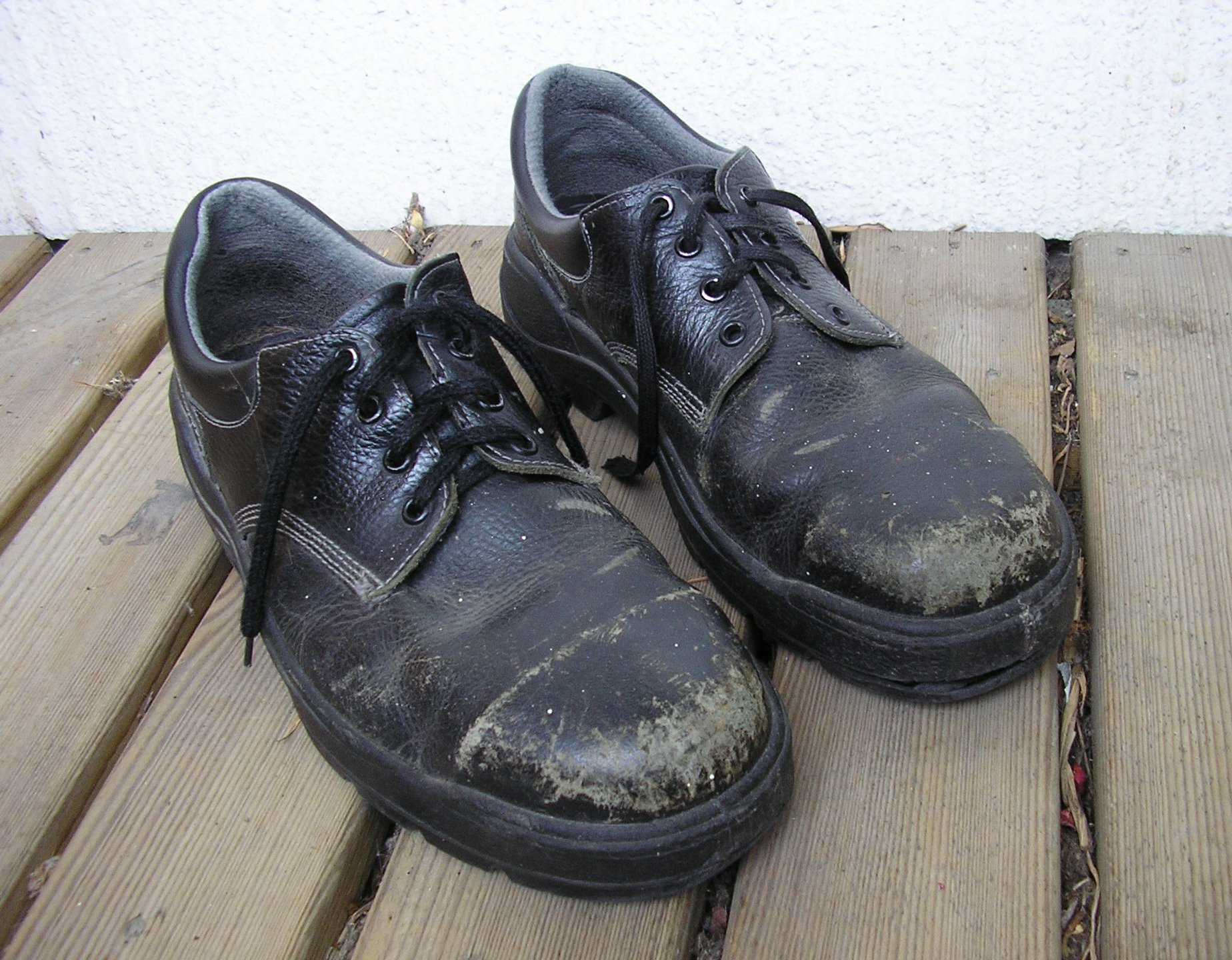
کفش کار با محافظ فلزی انگشتان

کفش ایمنی یا کفش کار نوعی کفش است که برای استفاده در محیط‌های کار طراحی و ساخته می‌شود. پرکاربردترین آن مجهز به زرهی فولادی یا کامپوزیت در جلو کفش است که مقاومتی بالاتر از ۲۰۰ ژول دارد از آسیب دیدگی و قطع احتمالی انگشتان پا در موقع افتادن اجسام سنگین جلوگیری می‌کند. کفش کار یکی از اولین ضروریات برای رعایت ایمنی کار است.

## عوارض کفش‌های نامناسب
مسائل بهداشتی و ارگونومیکی کفش حائز اهمیت است. طرز قرار گرفتن پا در کفش ارتباط مستقیمی با طرز فرم گرفتن اسکلت بدن و به خصوص ستون فقرات دارد. استفاده از کفش ناایمن و نامناسب فقط شامل عوارض و خطرات فیزیکی ظاهری نیست. بلکه گرفتاری‌های مزمن ستون فقرات، چشم درد و سردردهای مزمن نیز از عوارض استفاده از کفش نا ایمن و غیر ارگونومیک باشد. به لحاظ بهداشتی نیز در صورت استفاده از کفش‌های با آستری غیر بهداشتی باعث به وجود آمدن میخچه و ایجاد باکتری و قارچ و و بوی نا مطبوع پا می‌شود. در نهایت زیبایی و ظاهر کفش ایمنی به شکلی باشد که کاربر با رغبت و بدون اجبار از کفش ایمنی استفاده کند.

## کاربرد کفش ایمنی

کفش ایمنی (پوتین ایمنی)

در محیط‌های کاری افتادن اشیاء امری عادی تلقی می‌شود. وظیفهٔ کفش ایمنی محافظت از پا در مقابل خطر سقوط اشیا، محافظت در مقابل خطر سر خوردن، لغزش پا است. افتادن مختص به مکان خاصی نیست اما کف محیط‌های که مواد روغنی آغشته می‌شود رایج تر است، از وظایف کفش ایمن محافظت در برابر جریان الکتریکی، مواظبت از پا در برابر خستگی و جلوگیری از سوختگی پا است.

## علائم اختصار در کفش ایمنی
- در ساخت زیر کفش ایمنی از پلیمری به نام پلی یورتان استفاده می‌شود که به‌طور مخفف به آن PU می‌گویند.
- علامت اختصاری RR نشان دهندهٔ مقاومت کفش ایمنی در مقابل سوراخ شدن است.
- کفش ایمنی که در برابر جریان الکتریسیته دارای مقاومت باشد به صورت اختصار به آن CP می‌گویند.
- به کفش ایمنی که در مقابل جریان الکتریسیته رسانا باشد به صورت اختصار آن ED می‌گویند.
- به کفش‌هایی که راحت هستند و کفی آنتی باکتریال و ضد بو دارند ergo می‌گویند.
- تکنولوژی slip resistant برای جلوگیری از سر خوردن در برابر مواد نفتی است.
- تکنولوژی SRX جلوگیری از لغزش است.

| حفاظت             | نوع حفاظت | کد  |
| ----------------- | --- | --- |
| پنجه فولادی       | Basic Impact 200 ژول شامل فشرده سازی ۱۵۰۰۰ نیوتن | SB  |
| پنجه فولادی       | ۲۰۰ ژول محافظ کلاهک پا. ناحیه صندلی بسته (پاشنه کاملاً بسته). خواص آنتی استاتیک جذب انرژی ناحیه صندلی مقاومت در برابر سوخت.                                                                           | S1  |
| پنجه فولادی       | ۲۰۰ ژول محافظ کلاهک پا. ناحیه صندلی بسته (پاشنه کاملاً بسته). خواص آنتی استاتیک جذب انرژی ناحیه صندلی مقاومت در برابر سوخت. مقاومت در برابر نفوذ آب و جذب آب.                                         | S2  |
| پنجه فولادی       | ۲۰۰ ژول محافظ کلاهک پا. ناحیه صندلی بسته (پاشنه کاملاً بسته). خواص آنتی استاتیک جذب انرژی ناحیه صندلی مقاومت در برابر سوخت. مقاومت در برابر نفوذ آب و جذب آب. مقاومت در برابر نفوذ کف. زیره تمیز شده. | S3  |
| اضافی حفاظت‌ها     | زیره مقاوم در برابر حرارت: مقاومت کف کفش در برابر تماس گرم تا ۳۰۰ درجه سانتی گراد به مدت ۱ دقیقه | HRO |
| اضافی حفاظت‌ها     | مقاومت در برابر نفوذ ارائه شده توسط کفه میانی فولادی: ۱۱۰۰ نیوتن | p   |
| اضافی حفاظت‌ها     | جذب انرژی پاشنه: ۲۰ ژول | E   |
| اضافی حفاظت‌ها     | رویه‌های مقاوم در برابر نفوذ آب | WRU |
| اضافی حفاظت‌ها     | کل کفش ضدآب | WR  |
| اضافی حفاظت‌ها     | محافظت از متاتارس | m   |
| اضافی حفاظت‌ها     | محافظت از مچ پا | AN  |
| برقی مقاومت       | رسانا: حداکثر مقاومت ۱۰۰ کیلو اهم | O   |
| برقی مقاومت       | آنتی استاتیک: محدوده ۱۰۰ کیلو اهم تا ۱۰۰۰ مگا اهم | A   |
| خصومت آمیز محیط‌ها | عایق سرما: کفش عایق در برابر سرما تا ۱۷- درجه سانتی گراد به مدت ۳۰ دقیقه | CI  |
| خصومت آمیز محیط‌ها | عایق حرارتی: کفش عایق در برابر حرارت تا ۱۵۰ درجه سانتی گراد به مدت ۳۰ دقیقه | HI  |
| خصومت آمیز محیط‌ها | مقاومت در برابر لغزش در کف کاشی و سرامیک با محلول لوریل سولفات سدیم پاک کننده | SRA |
| خصومت آمیز محیط‌ها | مقاومت در برابر لغزش در کف فولادی با گلیسیرین | SRB |
| خصومت آمیز محیط‌ها | مقاومت در برابر لغزش در کف کاشی و سرامیک با ماده تمیز کننده و کف فولادی با گلیسیرین | SRC |
| خصومت آمیز محیط‌ها | مقاومت در برابر سوخت (روغن و بنزین/بنزین) | FO  |
| خصومت آمیز محیط‌ها | مقاومت برش (نه در برابر بریدگی اره برقی) | CR  |

### انواع کفش ایمنی
- کفش ایمنی پلاستیکی از صدمات شیمیایی جلوگیری می‌کند.
- کفش ایمنی کفه فلزی در برابر سوراخ شدن مقاوم است.
- کفش ایمنی با کف پایی مخصوص، از پنجه، قوزک و تمام قسمت‌های پا در موقع دویدن محافظت می‌کند.
- کفش ایمنی پنجه فولادی، از پنجهٔ پا در برابر فشار و ضربه مواظبت می‌کند.
- کفش ایمنی از جنس بوتیل از پا در مقابل مواد خورنده مواظبت می‌کند.
- کفش ایمنی از جنس پلاستیک سخت که در مقابل جریان برق عایق است.

## کفش‌های نسوز
کفش‌های ایمنی نسوز دمای تا ۱۵۰ درجه سانتی گراد را تحمل می‌کند؛ و گرما را به داخل کفش منتقل نمی‌کند. در شغل‌های تراشکاری، آتش‌نشانی و دیگر شغل‌هایی که کارکنان با دمای بالای محیط روبرو می‌شوند مناسب است. این تجهیزات ایمنی همچنین در برابر مواد شیمیایی، حلال‌های نفتی و روغنی از پا محافظت می‌کنند. این پایپوش دارای دو لایه زیره است؛ و جنس آن از چرمی خاص است که گرما را به داخل انتقال نمی‌دهد. این کفش مانند سایر پایپوش‌های ایمنی جلوی آن دارای یک لایه فلز است که از پا در برابر ضربهٔ سنگین محافظت می‌کند.

### نکات مهم در هنگام خرید کفش ایمنی
کفش‌های معمولی ولتاژ ۵۰۰ تا ۱۰۰۰ ولت را تحمل می‌کنند. این مقدار ولتاژ نشانهٔ مرغوبیت کفش ایمن نیست. هنگام خرید کفش ایمنی باید به برگهٔ تأیید گواهی تست کفش توجه داشت. برگهٔ تاییدیه در بر دارندهٔ نکات مهمی چن نوع کفش، کارخانه سازنده، مدل، تاریخ ساخت زمان تست و سایر مشخصات فنی و عکس کفش است.